# 마틴플레이스

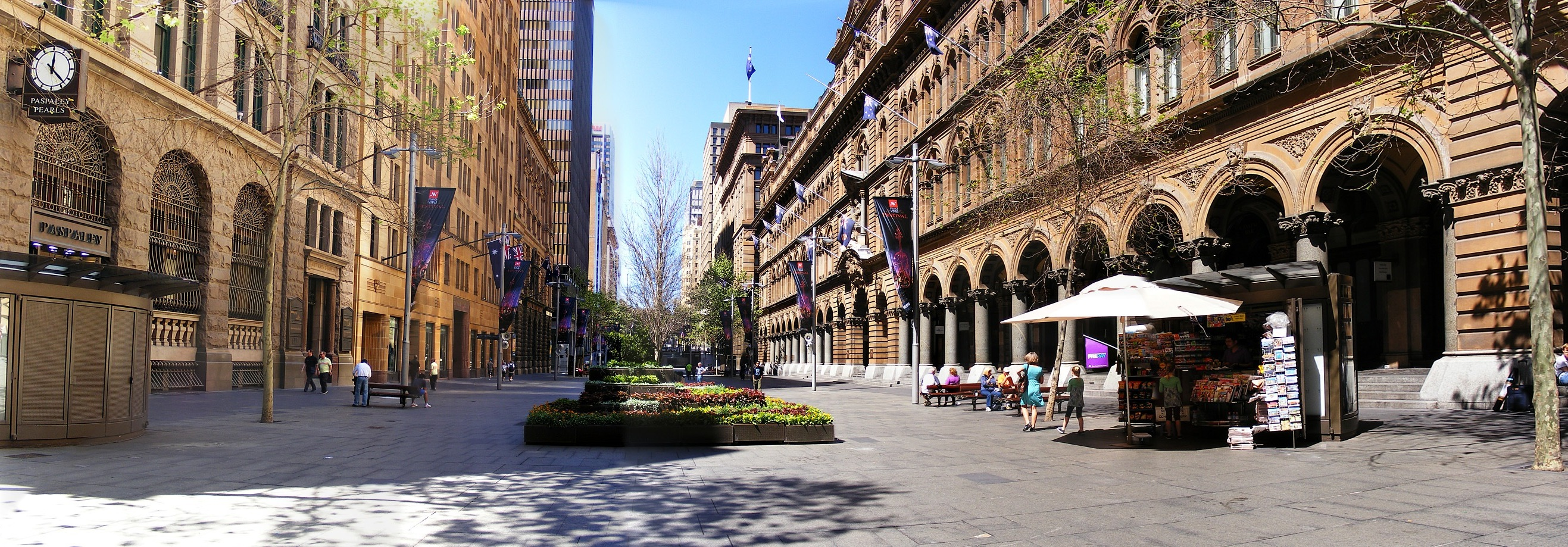
마틴플레이스

마틴플레이스(영어: Martin Place)는 오스트레일리아 시드니 중심에 있는 상업지구이다.